# Eleição parlamentar na Albânia em 1996
A eleição parlamentar albanesa de 1996 foi realizada em 26 de maio e consistiu no 3º pleito eleitoral realizado no país desde sua redemocratização em 1991.

## Resultados eleitorais
| Partido                           | Partido                                   | Votos     | %     | Cadeiras | +/–  |
| --------------------------------- | ----------------------------------------- | --------- | ----- | -------- | ---- |
|                                   | Partido Democrático da Albânia            | 914 218   | 55.53 | 122      | 30   |
|                                   | Partido Socialista da Albânia             | 335 402   | 20.37 | 10       | 28   |
|                                   | Partido Republicano da Albânia            | 94 567    | 5.74  | 3        | 2    |
|                                   | Partido da Frente Nacional Albanesa       | 81 822    | 4.97  | 2        | Novo |
|                                   | Partido da Unidade pelos Direitos Humanos | 66 529    | 4.04  | 3        | 1    |
| Total de votos válidos            | Total de votos válidos                    | 1 646 481 | 83.86 | –        | –    |
| Votos inválidos (brancos e nulos) | Votos inválidos (brancos e nulos)         | 316 863   | 16.14 | –        | –    |
| Total de votos registrados        | Total de votos registrados                | 1 963 344 | 100   | –        | –    |
| Eleitorado apto a votar           | Eleitorado apto a votar                   | 2 204 002 | 89.08 | –        | –    |

## Repercussão e análise
Confirmando a tendência apontada pelas pesquisas, o governista PDSh obteve uma vitória esmagadora, conquistando 55,53% dos votos válidos e renovando sua maioria absoluta no Parlamento da Albânia ao conseguir expandir o tamanho de sua bancada parlamentar de 92 para 122 deputados. Por sua vez, o oposicionista PSSh, envolvido no centro de um escândalo de corrupção e abuso de poder econômico que acarretou, inclusive, em prisão de seu líder à época Fatos Nano, sofreu uma pesada derrota eleitoral, conquistando somente 20,37% dos votos e elegendo somente 10 deputados, 28 a menos em comparação à 1992.

### Acusações de coação a eleitores
No dia da votação, seis partidos da oposição liderados pelo PSSh retiraram-se das eleições, acusando o PDSh de coação aos eleitores. Observadores internacionais observaram que a eleição foi marcada por "uma série de irregularidades e deficiências técnicas" e concluíram que o pleito "não atendeu aos padrões internacionais para eleições livres e justas, nem aos padrões da lei albanesa". Depois da divulgação dos resultados finais, o  PSSh anunciou que seus 10 deputados eleitos não assumiriam seus assentos.